# Proložac
Proložac ist eine Gemeinde in Dalmatien.
Proložac gehört zur Gespanschaft Split-Dalmatien und hat 3112 Einwohner (2021), die in fünf zugehörigen Ortschaften (Donji Proložac, Gornji Proložac, Postranje, Ričice, Šumet) leben.

## Kultur
Proložac bietet verschiedene sportliche, schauspielerische und musikalische Veranstaltungen. Die Gemeinde ist überregional für ihre Aufführung der Geburt Jesu im Fluss Suvaja, unweit vom Zentrum der Gemeinde bekannt. Žive jaslice, so der Name der Aufführung, locken zahlreiche Gläubige aus näherer und fernerer Umgebung (u. a. aus Hercegovina) nach Proložac.
Der Drittligist NK Mladost der kroatischen Fußballliga ist im Zentrum von Donji Proložac beheimatet.